# Brachystoma nigrimanum
Brachystoma nigrimanum är en tvåvingeart som beskrevs av Friedrich Hermann Loew 1862. Brachystoma nigrimanum ingår i släktet Brachystoma och familjen Brachystomatidae.
Artens utbredningsområde är Illinois. Inga underarter finns listade i Catalogue of Life.